# Долгоброди
Долгоброди (або Долгобороди, Довгоброди, Довгобороди, пол. Dołhobrody) — село в Польщі, у гміні Ганна Володавського повіту Люблінського воєводства.
Населення — 595 осіб (2011).

## Історія
1701 року вперше згадується церква в селі.
За даними етнографічної експедиції 1869—1870 років під керівництвом Павла Чубинського, у селі проживали лише греко-католики, які розмовляли українською мовою.
У міжвоєнні 1918—1939 роки польська влада в рамках великої акції руйнування українських храмів на Холмщині і Підляшші знищила дві місцеві православні церкви.
У 1943 році в селі мешкало 729 поляків та 121 українець. До 15 червня 1946 року українське населення села повністю переселене до УРСР під час депортація українців з Польщі.
До революції 1917 село належало до Володимирського повіту Холмської губернії.
У 1975—1998 роках село належало до Білопідляського воєводства.

## Населення
Демографічна структура станом на 31 березня 2011 року:
|          | Загалом | Допрацездатний вік | Працездатний вік | Постпрацездатний вік |
| -------- | ------- | ------------------ | ---------------- | -------------------- |
| Чоловіки | 276     | 55                 | 184              | 37                   |
| Жінки    | 319     | 58                 | 173              | 88                   |
| Разом    | 595     | 113                | 357              | 125                  |

## Культура
- Греко-католицьке кладовище з початку XIX століття[3]

## Особистості
В селі народилася Старишко Галина Федорівна (1915—1996) — українська художниця.